# Midhat Frashëri
Midhat Frashëri bég (albán Midhat bej Frashëri; nevének ejtése miðat fɾaʃəɾi; Janina, Oszmán Birodalom, 1880. március 25. – New York, Amerikai Egyesült Államok, 1949. október 3.) albán politikus, diplomata, publicista. A 19. század végi albán nemzeti mozgalom irányításában vezető szerepet vállaló Frashëri család sarja, Abdyl Frashëri fia volt. Az 1890-es évek végétől közírói és lapszerkesztői tevékenységet folytatott mint az Oszmán Birodalmon belüli albán autonómia szószólója. Az 1910-es évektől a független Albánia ügye mellé állt, 1912 végén részt vett a függetlenséget kikiáltó vlorai nemzetgyűlésen, majd rövid ideig szerepet vállalt az első nemzeti kormányban. 1916-ban romániai emigrációba kényszerült, majd az első világháborút követően diplomáciai szolgálatba lépett. Albánia főkövete volt a Párizs környéki béketárgyalásokon, a Népszövetségben, majd hazája athéni nagykövetévé nevezték ki. Ahmet Zogu diktatórikus törekvései láttán 1926-ban visszavonult a közélettől, és a Zogu politikájával szembehelyezkedő értelmiségi körök emblematikus alakja lett.
Miután a fasiszta Olaszország 1939 áprilisában lerohanta Albániát, megalapította a republikánus és nacionalista alapokon álló, antifasiszta Nemzeti Frontot (Balli Kombëtar), és annak élén szervezte az ellenállási mozgalmat. Politikai szervezete 1942 után egyre élesebben szembehelyezkedett a politikai és katonai dominanciára törekvő Albán Kommunista Párttal, és 1943 szeptembere után a Nemzeti Front az olasz megszállókat felváltó német csapatok oldalán, kollaboráns szervezetként harcolt a kommunisták ellen. A küszöbön álló kommunista hatalomátvétel elől Frashëri 1944 októberében Olaszországba szökött, és az emigrációban irányította a Nemzeti Front tevékenységét, majd megalakulásától, 1949 júliusától pár hónapon belül bekövetkezett haláláig a Szabad Albánia Bizottság munkáját.
Nevének további írásváltozatai Mid’hat Frashëri, Mithat Frashëri és Mit’hat Frashëri. Ismert publicisztikai álnevei Lumo Skëndo és Mali Kokojka.

## Életútja

### Ifjúsága
A bektási felekezetű, illusztris Frashëri család sarja volt. Apja, Abdyl Frashëri (1839–1892) a 19. század végi albán nemzeti mozgalom, a Prizreni Liga egyik ideológiai vezetője volt. Naim Frashëri (1846–1900) költő, politikus és Sami Frashëri (1850–1904) író, publicista, politikus unokaöccse. Janinában született, majd Konstantinápolyban nevelkedett, ahol családja az emigráns albánság nemzeti mozgalmát szervezte. Tanulmányait Konstantinápolyban és a janinai Zosziméa iskolában végezte. Írt és olvasott törökül, görögül, franciául, németül és olaszul.

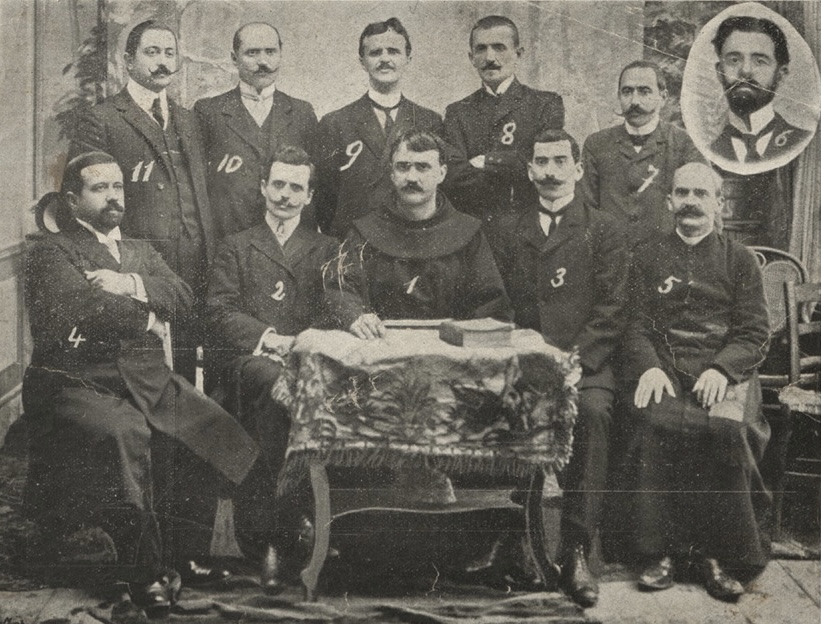
Az 1908-as manasztiri kongresszus különbizottsága (Frashëri az alsó sorban balról a második)

Tizenhét éves korától, 1897-től Kristo Luarasi és Kosta Jani Trebicka mellett részt vett a Kalëndari kombiar (’Nemzeti naptár’) című, Szófiában megjelenő kulturális almanach szerkesztésében. 1901-ben ugyancsak Szófiában életrajzi könyvet jelentetett meg az előző évben elhunyt nagybátyjáról, Naim Frashëriról. Az ezt követő években gyógyszerészetet tanult, majd tanulmányait félbeszakítva 1905-től 1910-ig a Szaloniki vilajetben végzett köztisztviselői munkát. Ezzel párhuzamosan 1908 és 1910 között Lumo Skëndo álnéven Lirija (’Szabadság’) címen hetilapot adott ki Szalonikiben, és több, az albán nemzeti ügyet támogató pamfletet írt. Lapjában vetette fel az egységes albán ábécé megteremtésének szükségességét is, s 1908. november 11–22-én ő elnökölte az e célból megrendezett manasztiri kongresszust. 1909 januárjában ugyancsak Szalonikiben indította el Diturija (’Tudás’) címen havonta megjelenő folyóiratát, egy gazdagon illusztrált művelődési, irodalmi és ismeretterjesztő lapot, amelyet egészen 1929-ig szerkesztett (1916-tól Bukarestben, 1926 után Tiranában). Szaloniki évei alatt aktív szerepet vállalt a helyi albán hazafias kör tevékenységében. Politikai irányultságát alapvetően a pragmatizmus határozta meg, elsősorban az Oszmán Birodalom keretein belüli albán autonómiát vélte elérhető célnak, és ennek érdekében támogatta az ifjútörök mozgalmat.

### A független Albánia szolgálatában (1912–1926)
Az Oszmán Birodalom küszöbön álló összeomlását látva, majd miután az első Balkán-háború kitörésekor a szomszéd országok seregei lerohanták Albániát, politikai gondolkodása elmozdult a radikálisabb nacionalizmus irányába. 1912 októberében részt vett Üsküpben a Honmentők Fekete Társasága (albán Shoqëria e Zezë për Shpëtim) nevű, a céljai szerint Albánia függetlenségéért harcoló titkos egyesület létrehozásában. Az albán függetlenséget 1912. november 28-án kikiáltó vlorai nemzetgyűlésen mint Koszovó és Përmet képviselője vett részt. A december 4-én megalakult első nemzeti kormány, a Qemali-kabinet közmunkaügyi minisztere lett, de miután néhány minisztertársával együtt Qemali belső ellenzéke lett, 1913 márciusában elmozdították a helyéről.
1914. május 28-ától rövid ideig Turhan Përmeti újjáalakított kormányában volt közmunka-, posta- és távírdaügyi miniszter, később pedig belgrádi főkonzulnak nevezték ki. Ebből az időszakból számos iskolai szöveggyűjtemény, újságcikk, politikai és történeti publicisztika kötődik a nevéhez, ezenkívül 1915-ben egy szépirodalmi kötetet is megjelentetett verseivel és novelláival (Hî dhe shpuzë, ’Hamu és parázs’). 1916 februárjában és márciusában részt vett az elbasani ideiglenes nemzetgyűlés előkészítő munkálataiban. Az országot megszálló Osztrák–Magyar Monarchia katonai hatóságai azonban lefogták és Romániába internálták. Bukarestben folytatta publicisztikai tevékenységét, 1916. május 5-én indította el a rövid életű L’Indépendence albanaise (’Albán Függetlenség’) című kétheti politikai lapot. Később unokatestvérével, Mehdi Frashërival Lausanne-ban telepedett le, ahol újság- és esszéírással foglalkozott. A világháború lezárultával, 1918 decemberében már ismét Albániában volt, és Mehmet Konicával, valamint Myfit Libohovával együtt az ideiglenes durrësi nemzetgyűlés szervezésén fáradozott, majd a december 25-én megalakult második Përmeti-kormány tagja lett.
1919-től a világháborút lezáró Párizs környéki béketárgyalásokon részt vevő albán delegáció tagja volt, amelynek vezetését 1920. november 25-én vette át. 1921-ben a Népszövetség albán küldöttségének vezetőjévé nevezték ki. Párizsi és genfi évei alatt számos francia nyelvű lapnak – többek között a France-Orient, L’Europe nouvelle, Mercure de France, Revue de Genève, Les Peuples libres című folyóiratoknak – írt publicisztikát Albánia politikai helyzetéről és az albánkérdésről. 1922-ben visszatért Albániába, majd 1923 februárjában – a két ország közötti diplomáciai viszony felvételekor – Albánia első athéni nagykövetévé nevezték ki.
Az 1924-es júniusi forradalom után a hatalmat külföldi támogatással visszaszerző Ahmet Zogu diktatórikus politikai lépéseivel nem tudott azonosulni, így 1926-ban lemondott diplomáciai hivataláról, visszavonult a politikától, és Tiranában megnyitotta – saját korábbi írói álnevét felhasználva – a Lumo Skëndo könyvesboltot. A passzív ellenállás útját választó Frashëri Zogu határozott, hajlíthatatlan, köztiszteletben álló ellenzékének számított, a zogista rendszerrel elégedetlen értelmiségi kör egyik vezéralakja volt, könyvesboltja az elégedetlen fiatalok gyakori találkozóhelye lett.

### A Nemzeti Front élén (1939–1944)

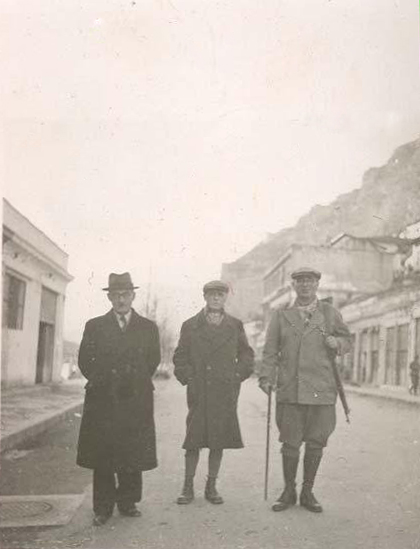
A Nemzeti Front vezetőségi tagjai: Ali Këlcyra, Frashëri és Thoma Orollogaj (Berat, 1944. január)

Miután azonban 1939. április 7-én a fasiszta Olaszország lerohanta Albániát és megalakította saját bábkormányát, Frashëri felismerte, hogy a passzív ellenállás többé nem járható út. A megszálló olaszok ugyan igyekeztek megnyerni őt ügyüknek, ám nem jártak sikerrel. Frashëri ehelyett az ellenállás megszervezésébe fogott, s májusban tiranai házában megtartotta az antifasiszta érzelmű ellenzékiek első titkos gyűlését. A résztvevők megalakították politikai szervezetüket, ekkor még Nemzeti Ellenállási Mozgalom (Lëvizja Kombëtare e Rezistencës) néven, amelynek elnökévé Frashërit választották. Jelszavuk „Albánia az albánoké!” (Shqipëria shqiptarëvet!) volt. Nem hivatalosan már e korai időktől is használták a szervezetre a Nemzeti Front (albánul Balli Kombëtar), tagjaira pedig a ballisták (ballistët) megnevezést.
Az általa irányított földalatti politikai szervezet törzsét eleinte elsősorban haladó szemléletű, de hazafias délalbán (toszk) muszlim földesurak és ortodox értelmiségiek alkották. Republikánus és nacionalista programjuk elsődleges célja az olasz megszállók kiűzése és az etnikai határokat figyelembe vevő Nagy-Albánia létrehozása volt. Tevékenységük eleinte antifasiszta tüntetések szervezésében és röplapok terjesztésében merült ki, majd 1941-ben megszervezték első gerillacsapataikat is, jóllehet, a megszállók ellen csak szórványosan intéztek katonai támadásokat. Mozgalmuk addigra számos hívet szerzett magának más társadalmi csoportokból is, s összetételét tekintve egyre inkább népfrontos jelleget öltött. Ezt hangsúlyozandó, 1942 őszén párttá alakultak, s a Nemzeti Front elnöki tisztségében megerősítették Frashërit. Az akkor közzétett tízpontos memorandumukban több haladó társadalmi és gazdasági reformot hirdettek meg.
Frashëriéknak szembe kellett azonban nézniük azzal, hogy az albán ellenállás másik főszereplője, az 1941-ben alapított Albán Kommunista Párt és egyre kíméletlenebbül harcoló partizánserege másodrendű szerepkörbe kényszeríti őket. 1943 derekán a szövetséges hatalmak megpróbálták az Enver Hoxha vezette kommunistákat és Frashëri ballistáit együttműködésre bírni, és a két párt közötti tárgyalások eredményeként 1943. augusztus 2-án megszületett a mukjei egyezmény, amelyben hitet tettek erejük egyesítése mellett a megszállók elleni harcban. A kommunisták azonban a melléjük rendelt jugoszláv tanácsadók nyomására csakhamar felrúgták az egyezményt, és egy hónappal később már teljes frontos harcot hirdettek a ballisták ellen. Az olaszok kapitulációjával és Albánia német megszállásával párhuzamosan 1943 szeptemberétől megszaporodtak a partizáncsapatok ballisták elleni támadásai, és polgárháborús helyzet alakult ki az országban. A Nemzeti Frontot csakhamar kiszorították néhány dél-albániai bázisáról.
A Frashëri vezette Nemzeti Front végzetes lépésre szánta el magát: antifasizmusuk helyébe az antikommunizmus lépett, s a megszálló németekkel kollaborálva harcoltak a kommunisták ellen. Társadalmi bázisuk e lépés következtében vészesen megfogyatkozott, és kezdeti katonai sikereiket 1944 májusára-júniusára a teljes kudarc váltotta fel: a kommunista partizánbrigádok elsöprő erejű ellentámadásai visszavonulásra kényszerítették a németeket, a ballisták pedig a Durrës és Shkodra közötti észak-albániai partszakaszra szorultak vissza.
Kétségbeesett lépésként Frashëri 1944. június 15-ére titkos találkozóra hívta a szintén antikommunista érzelmű Törvényesség képviselőit és az északi törzsek vezetőit. A Tirana melletti Tufinában létrejött találkozón Midhat Frashëri mellett a fő résztvevők Abaz Kupi, Fiqri Dine, Eqrem Vlora és Gjon Markagjoni voltak, akik megállapodtak abban, hogy a Rexhep Mitrovica vezette bábkormányt félreállítva, egy ideiglenes nemzeti kormányt alakítanak Dine vezetésével. Céljuk ezzel az volt, hogy a kollaboráns kormány helyébe kerülő nacionalista egységkormány a kommunisták győzelme esetén, migrációba kényszerülve is felléphessen az albán nemzeti érdekekért. Július 14-én ez meg is történt, a Mitrovica-kormány lemondott, és július 19-én Dine megalakíthatta kormányát. A polgárháborús zűrzavar közepette azonban a kabinet nem tudott eredményesen működni, és alig hat héttel később, augusztus 29-én feloszlott. A ballista gerillák 1944 szeptemberében a német csapattestek maradékai ellen fordították fegyvereiket, emellett az antikommunisták egy újabb prezai gyűlésén Midhat Frashërit kérték fel kormányalakításra. Erre azonban már nem került sor, a Nemzeti Front 1944. november 3-án letette a fegyvert és feloszlatta alakulatait.

### Az emigráció évei
A kommunista partizánbrigádok mindent elsöprő előretörését látva a Nemzeti Front más vezetőivel – Ali Këlcyrával, Hasan Dosti, Vasil Andonival és Lec Kurtival – együtt Frashëri már ezt megelőzően az ország elhagyása mellett döntött. 1944. október 18-án Shkodrát elhagyva egy kis halászhajóval tengerre szálltak, s október 23-án kikötöttek a dél-olaszországi Brindisiben. Ott Frashëri, miután a brit hatóságok kollaboránsnak tekintették, Këlcyrával együtt a barlettai internálótáborba került, ahonnan brit diplomaták közbenjárására csak 1945. szeptember 6-án eresztették el. Távollétében albániai ingatlanjait és vagyonát elkobozták. Az országban egyedülálló, 20 ezer kötetes magánkönyvtára a tiranai Nemzeti Könyvtár állományába került.
A hidegháború első éveiben azon dolgozott, hogy az amerikai és brit albán emigrációt összekovácsolja, ennek eredményeként 1949. július 7-én Párizsban megválasztották a Nemzeti Front helyébe lépő, több emigráns albán szervezetet egyesítő Szabad Albánia Bizottság elnökévé. A testület székhelyét augusztus 26-án New Yorkba helyezték át. Éppen mielőtt a szintén emigrációban lévő Zoguval találkozott volna, Frashëri a New York-i Lexington hotelban 1949. október 3-án szívinfarktust kapott, és meghalt. Long Islanden temették el.

## Főbb művei
- Naim Be Frashëri. [’Naim Frashëri bég.’] Sofia. 1901. [Mali Kokojka álnéven.]
- Hî dhe shpuzë. [’Hamu és parázs.’] Sofia. 1915. [Versek, novellák.]
- Pjesë të zgjedhura nga vepra. [’Válogatott írások.’] Përg. nga Uran Butka. [Tiranë]: Phoenix. 1997.
- Mbresa udhëtimesh, 1911–1921: Shkup, Kosovë, Sofje, Zvicër, Paris. [’Úti élmények, 1911–1921: Szkopje, Koszovó, Szófia, Svájc, Párizs.’] Tiranë: Lumo Skëndo. 1999.
- Fati i Shqipërisë: Esse të zgjedhura. [’Albánia sorsa: Válogatott esszék.’] [Tiranë]: Belina. 2009.